# Kelly Scott
Kelly Lynn Scott, z domu Mackenzie (ur. 1 czerwca 1977 w Winnipeg, Manitoba) – kanadyjska curlerka, mistrzyni kraju, świata i świata juniorów. Obecnie mieszka w Kelownie i reprezentuje Kolumbię Brytyjską.
Kelly Mackenzie na Mistrzostwach Kanady Juniorów 1995 reprezentowała Manitobę i wygrała rywalizację, dzięki czemu uzyskała wyjazd na mistrzostwa świata. Round-robin mistrzostw w szkockim Perth drużyna Mackenzie zakończyła na 3. miejscu po czym wygrała w półfinale ze Szkocją 8:6. Zdobyła mistrzostwo świata pokonując w finale Szwecję 6:5.
Mackenzie brała udział w juniorskich mistrzostwach Kanady już w 1991, w drużynie Jill Staub.
Po raz pierwszy Scott wzięła udział w krajowych mistrzostwach kobiet w 2003 jednak nie odniosła tam sukcesu. Rok później nie zakwalifikowała się do rozgrywek z ramienia prowincji. Jednak w 2005 jako kapitan zespołu grała w Tournament of Hearts 2005 i po rundzie każdy z każdym klasyfikowała się na 2. pozycji. Przegrała jednak mecz playoff 1-2 z Jennifer Jones (późniejszą mistrzynią) 7:8 a następnie z Jenn Hanną mecz o możliwość gry w finale 7:9. Ostatecznie zdobyła brązowy medal.
W 2006 ponownie wygrała mistrzostwa prowincji i wygrała marcowy Scott Tournament of Hearts 2006. Wcześniej z bilansem 9-2 wygrała round-robin, w fazie playoff pokonała 6:5 Colleen Jones z Nowej Szkocji a następnie w samym finale pokonała obrończynię tytułu Jennifer Jones 8:6. W tym samym roku Scott wyjechała na Mistrzostwa Świata Kobiet w Curlingu 2006, gdzie zdobyła brązowy medal.
Podczas sezonu rozgrywek curlingowych (Players’ Championships) Scott wygrała end za maksymalną liczbę ośmiu punktów, co jest na takim poziomie rywalizacji bardzo rzadkie. Był to mecz z Cathy King, który w 6. endzie zakończył się wynikiem 14:4.
Występ w finałach Scotties Tournament of Hearts 2007 zespół pod przewodnictwem Scott miał już zapewniony jako Drużyna Kanada (obrońca tytułu). Do fazy playoff zespół zakwalifikowała się z pierwszego miejsca, jednak już w pierwszym meczu Scott przegrała z drużyną Saskatchewanu (Jan Betker) 5:8. Zagrała jednak w finale po pokonaniu w półfinale Jennifer Jones z Manitoby 7:5. Finał układał się pomyślnie dla Scott i wynikiem 8:5 obroniła tytuł mistrza Kanady.
W japońskim Aomori Scott zakończyła Round-robin na pierwszym miejscu a w dalszych rozgrywkach dwukrotnie pokonała Dunki (Angelina Jensen) 11:3 i 8:4. W ten sposób zdobyła tytuł mistrzyni świata – zarazem była pierwszą kobietą (wraz z Sashą Carter) na świecie, która zdobyła mistrzostwo kobiet i mistrzostwo juniorów kobiet.
Do Scotties Tournament of Hearts 2008 Scott ponownie nie musiała się kwalifikować. Zawody te zakończyła jednak na 8. miejscu z bilansem 5-6. Zespół Scott zakwalifikował się do pierwszej fazy Canadian Olympic Curling Trials 2009. Drużyna dotarła do ostatniego meczu rundy C, który wygrała wynikiem 9:4 i tym samym zakwalifikowała się do głównego turnieju wyłaniającego reprezentację Kanady na ZIO 2010. Zawody finałowe Scott ukończyła na ostatnim 8. miejscu.
Scott wygrała mistrzostwa Kolumbii Brytyjskiej w 2010, 2011 i 2012. W występach na mistrzostwach Kanady zajęła odpowiednio 4., 5. i 2. miejsce. Podczas pierwszego z tych występów przegrała dolny mecz Page play-off przeciwko Kriście McCarvile, rok później w tie-breaker uległa reprezentantkom Nowej Szkocji (Heather Smith-Dacey). W 2012 drużyna w play-offie wygrała z Manitobą (Jennifer Jones) by później w finale ulec Albercie (Heather Nedohin).
W 2013 Kelly Scott ponownie brała udział w kwalifikacjach olimpijskich. Jej drużyna zajęła 3. miejsce w turnieju Road to the Roar i nie awansowała do głównych zawodów. W ostatniej fazie ekipa Scott uległa Renée Sonnenberg i Valerie Sweeting.

## Osiągnięcia
- Ranking Kanadyjskiego Związku Curlingu: 2 (2004/2005, 2005/2006, 2006/2007), 3 (2007/2008), 6 (2003/2004, 2008/2009)

## Drużyna
- Trzecia: Dailene Sivertson
- Druga: Sasha Carter
- Otwierająca: Jacquie Armstrong